# Dariole d'Amiens
La dariole d'Amiens est une tarte garnie d’une crème riche en amandes.

## Historique
La dariole d'Amiens était célèbre au XVIIIe siècle. Elle est aujourd'hui quelque peu délaissée.

## Caractéristiques
Contrairement aux darioles classiques, la dariole d'Amiens se présente sous forme de tarte. Elle est composée des ingrédients suivants :
- pâte feuilletée
- farine
- sucre
- amandes en poudre
- œufs entiers
- lait bouilli
- beurre[2]

La dariole peut être parfumée avec une liqueur.